# MASK (アニメ)
『MASK』（マスク、Mobile Armored Strike Kommand ）は、フランス、アメリカとの共同制作によるテレビアニメ。

## 概要
1985年にアメリカの玩具メーカーであるケナー・プロダクツのフィギュアシリーズの宣伝のために製作されたアニメ番組である。制作はフランスとアメリカに拠点を持つDICが担当し、アニメーション制作は日本の各制作会社で行なわれた。1話25分で全75話。
アメリカでは1985年から1986年まで放送された。フィギュアシリーズは1988年まで4シーズン続いたが、アニメ化されたのは最初の2シーズンのみであった。
正義の集団『マスク』（M.A.S.K.、Mobile Armored Strike Kommand ）による犯罪組織『ヴェノム』（V.E.N.O.M.、Vicious Evil Network Of Mayhem ）の取り締まりを描く。両者は特殊なマスクを被ることによりスーパーパワーを編み出し、搭乗する車両や船、ヘリコプターなどの乗り物がそれに呼応し変形する。
日本では「瞬間変形サンダーホーク」のタイトルで86年後期～87年度の放映が企画され、玩具もタカラが輸入販売する予定であったが、同系統の先行作である『地上最強のエキスパートチーム G.I.ジョー』の国内セールスの不振もあり実現しなかった。因みにサンダーホークとは後述のマット・トラッカーの専用可変メカの名称である。

## 登場人物

### M.A.S.K.
マット・トラッカー (Matt Trakker)
英：ダグ・ストーン
さまざまな企業を持つ慈善事業家。
スコット・トラッカー (Scott Trakker)
英：ブレナン・シック（アラン・シックの息子、ロビン・シックの兄）
マットの義理の息子。相棒にティーボブがいる。
ティーボブ (T-Bob)
英：グレーム・マッケンナ
スコットの相棒であるロボット。Fleetway版コミックではThingamabobの略であるとされている。スクーターへ変身できる。
ブルース・サトウ (Bruce Sato)
英：ダグ・ストーン
日系人。機械工学士およびデザインの専門家。職業は玩具発明者。口癖は難しい孔子や公案、マットは簡単の英語へ通訳する。
アレックス・セクター (Alex Sector)
英：ブレンダン・マッケーン
表向きは獣医を務めている動物学者。英国人。
ダスティー・ヘイズ (Dusty Hayes)
英：ダグ・ストーン
自動車/海洋スタントマン。表向きはピザ屋で調理を担当している。南部アメリカ英語訛り。
グロリア・ベイカー (Gloria Baker)
英：シャロン・ノベル
レースチャンピオンにして空手の黒帯保持者。
ブラッド・ターナー (Brad Turner)
英：グレーム・マッケンナ
崖登りの達人にしてロックミューシャン。
ホンド・マクレーン (Hondo MacLean)
英：ダグ・ストーン
歴史教師にして、武器のスペシャリスト。黒人。
バディー・ホークス (Buddy "Clutch" Hawks)
英：マーク・ハローラン
通称「クラッチ」。変装の名人。
カルフーン・バーンズ (Calhoun Burns)
英：グレーム・マッケンナ
建設/破壊のスペシャリスト。ケイジャン。
ジャック・ル・フルール (Jacques LeFleur)
英：グレーム・マッケンナ
自然災害に詳しく、格闘技の師範でもある。ケベック人。
フーリオ・ロペス (Julio Lopez)
英：グレーム・マッケンナ
ラティーノである医師。言語の専門家でもある。
エース・ライカー (Ace Riker)
英：マーク・ハローラン
元NASAのテストパイロット。ジョン・ウェインみたい口癖。
ボリス・ブシュキン (Boris Bushkin)
英：ダグ・ストーン
通称「ツァー」。元VENOMのエージェントであるロシア人。
ネバダ・ラッシュモア (Nevada Rushmore)
英：ブレンダン・マッケーン
通称「族長」。マットの幼馴染であるネイティブアメリカン。
アリ・ボンベイ (Ali Bombay)
英：ブライアン・ジョージ
ターバンをかぶっているインド移民。

### V.E.N.O.M.
マイルズ・メイヘム (Miles Mayhem)
英：ブレンダン・マッケイン
VENOMのリーダー。
スライ・ラックス (Sly Rax)
英：マーク・ハローラン
だましのプロ。
クリフ・ダッガー (Cliff Dagger)
英：マーク・ハローラン
破壊の専門家。
バネッサ・ワーフィールド (Vanessa Warfield)
英：シャロン・ノベル
VENOMのエージェント。
ブルーノ・シェッパード (Bruno Sheppard)
英：ダグ・ストーン
通称「狂犬」。誘拐のスペシャリスト。
ナッシュ・ゴーリー (Nash Gorey)
通称「アホウドリ」。英：ダグ・ストーン
野心の高い男。
レスター・スラッジ (Lester Sludge)
英：ブライアン・ジョージ
通称「トカゲ」。笑い方に特徴のある男。
フロイド・マロイ (Floyd Malloy)
英：ブレンダン・マッケイン
通称「鳥人」。偽造のプロ。
マキシマス・メイヘム (Maximus Mayhem)
英：ダグ・ストーン
マイルズ・メイヘムの双子の弟だが、頭は良くない。

## メカ

### MASK
サンダーホーク (Thunderhawk)
赤い飛行用シボレー・カマロ
操縦者はマット・トラッカー。
アイアンブル (Rhino)
紅いケンワース・セミトレーラー.
操縦者はブルース・サトウとアレックス・セクターとマット・トラッカー。
ランドゲーター (Gator)
オレンジジープCJ7。モーターボート発射できる。
操縦者はダスティー・ヘイズ
シャーク (Shark)
白いポルシェ・928から水平線へ変身できる。
操縦者はグロリア・ベイカー
フェニックス (Condor)
緑のオートバイからヘリコプターへ変身できる。
操縦者はブラッド・ターナー
ファイヤークラッカー (Firecracker)
オレンジのピックアップトラックへ戦闘モード。オートバイ付き。
操縦者はバディー・ホークスとホンドー・マクレーン
ハリケーン (Hurricane)
青い戦闘用1957年型シボレー・ベルエア。あだ名は「ナイトストーカー」。
操縦者はホンドー・マクレーン
レイベン (Raven)
シボレー・コルベット。
操縦者はカルフーン・バーンズ
ボルケーノ (Volcano)
モンスタートラック。
操縦者はジャック・ル・フルールとマット・トラッカー
ファイヤーフライ (Firefly)
バギーカー。あだなは「トンボ」。
操縦者はフーリオ・ロペス
スリングショット (Slingshot)
キャンピングカー。
操縦者はエース・ライカー
ブルドッグ (Bulldog)
セミトレーラー。
操縦者はボリス・ブッシュキン
ワイルドキャット (Wildcat)
レッカー車。
操縦者はバディー・クラッチ・ホークス
ゴライアス (Goliath)
1号はフォーミュラ1カー、2号はキャリアカー。
操縦者はマット・トラッカー（1号）とネバダ・ラッシュモア（2号）
ブレット (Bullet)
オートバイ。
操縦者はアリ・ボンベイ
メテオル (Meteor)
ジェット機。
操縦者はエース・ライカー
レーザーバック (Razorback)
フォード・サンダーバード・ストックカー。
操縦者はブラッド・ターナー

### VENOM
スイッチブレード (Switchblade)
青いヘリカラジェット機へ変身できる。
操縦者はマイルズ。メイヘム。
シースネーク (Piranha)
紫のオートバイ。サイドカーは潜水艦へ変身できる。
操縦者はスライ・ラックス
ジャックハンマー (Jackhammer)
黒いフォード・ブロンコ。戦闘モードあり
操縦者はクリフ・ダッガー
マンタ (Manta)
紫日産・フェアレディZ31型。飛行モードあり。
操縦者はバネッサ・ワーフィールド
スティンガー (Stinger)
あだ名は「サソリ」。オレンジのポンティアック・GTOから戦車へ変身できる。
操縦者はブルーノ・シェパード
アウトロー (Outlaw)
黒いタンクローリーから戦闘基地へ変身する。
操縦者はナッシュ・ゴーリーとマイルズ・メイヘム。
ヴァンパイヤー (Vampire)
飛行モードをもつ赤いツアラー
操縦者はフロイド・マロイ
イグアナ (Iguana)
黒い全地形対応車
操縦者はレスター・スラッジ
バッザード (Buzzard)
黒いフォーミュラ1カーは三機へ分裂できます。
操縦者はメイヘム兄弟。

## スタッフ
- 制作総指揮 - ジャン・シャロピン、アンディ・ヘイワード、片山哲生（ディック）
- 総監督 - ブルーノ・ビアンキ、ベルナール・デリエス
- 制作進行 - 赤川茂（ディック）、戸井田博史（ディック）
- 各社制作進行 - 福田紀夫（スタジオ古留美）、梅原勝（葦プロダクション）、芳原信（スタジオワールド）
- キャラクターデザイン - 清山滋崇、荒牧伸志
- 絵コンテ - 石川康夫、小島正幸、望月敬一郎
- 音楽 - シュキ・レヴィ、ハイム・サバン
- 作画監督 - 寺田和男（ディック）、後藤峰夫（ディック）
- 原画 - 浜野邦子、小林研二、平山則雄、小泉謙三、飯野亨、大宅幸男
- 制作担当 - 石田康実（スタジオ古留美）、石黒光一（ビジュアル80）、高橋唯貴雄（スタジオワールド）
- 撮影監督 - 都島雅義
- 編集 - 逸見俊隆、西出栄子
- ユニット監督 - 馬場健、蔭山康生（ビジュアル80）、高須賀勝己（スタジオ古留美）
- プロデューサー - ジャン・シャロピン、スーザン・キャバン
- 制作協力 - スタジオ古留美、ビジュアル80
- アニメーション制作 - ディック（K.K.DIC）、葦プロダクション、スタジオワールド
- 製作 - DICオーディオビジュアル、ICC・TVプロダクション

シーズン2
- 総監督 - 三浦将則（ディック）
- ユニット監督 - 小島正幸、石川康夫、湖川友謙
- メカニカルデザイン - 荒牧伸志
- 絵コンテ - 白旗伸朗、滝沢敏文、四辻たかお
- 原画 - スタジオワールド、葦プロダクション
- 撮影監督 - トランス・アーツ
- 編集 - 正木直幸
- プロデューサー - ジャン・シャロピン、アンディ・ヘイワード、片山哲生（ディック）
- 製作 - DICエンタープライズ、ケナー

## 各話リスト
| 話数 | サブタイトル                  |
| ---- | ----------------------------- |
| 1    | The Deathstone                |
| 2    | The Star Chariot              |
| 3    | The Book of Power             |
| 4    | Highway to Terror             |
| 5    | Video VENOM                   |
| 6    | Dinosaur Boy                  |
| 7    | The Ultimate Weapon           |
| 8    | The Roteks                    |
| 9    | The Oz Effect                 |
| 10   | Death from the Sky            |
| 11   | The Magma Mole                |
| 12   | Solaria Park                  |
| 13   | The Creeping Terror           |
| 14   | Assault on Liberty            |
| 15   | The Sceptre of Rajim          |
| 16   | The Golden Goddess            |
| 17   | Mystery of the Rings          |
| 18   | Bad Vibrations                |
| 19   | Ghost Bomb                    |
| 20   | Cold Fever                    |
| 21   | Mardi Gras Mystery            |
| 22   | The Secret of Life            |
| 23   | Vanishing Point               |
| 24   | Counter-Clockwise Caper       |
| 25   | The Plant Show                |
| 26   | Secret of the Andes           |
| 27   | Panda Power                   |
| 28   | Blackout                      |
| 29   | A Matter of Gravity           |
| 30   | The Lost Riches of Rio        |
| 31   | Deadly Blue Slime             |
| 32   | The Currency Conspiracy       |
| 33   | Caesar's Sword                |
| 34   | Peril in Paris                |
| 35   | In Dutch                      |
| 36   | The Lippizaner Mystery        |
| 37   | The Sacred Rock               |
| 38   | Curse of Solomon's Gorge      |
| 39   | Green Nightmare               |
| 40   | Eyes of the Skull             |
| 41   | Stop Motion                   |
| 42   | The Artemis Enigma            |
| 43   | The Chinese Scorpion          |
| 44   | Riddle of the Raven Master    |
| 45   | The Spectre of Captain Kidd   |
| 46   | The Secret of the Stones      |
| 47   | The Lost Fleet                |
| 48   | Quest of the Canyon           |
| 49   | Follow the Rainbow            |
| 50   | The Everglades Oddity         |
| 51   | Dragonfire                    |
| 52   | The Royal Cape Caper          |
| 53   | Patchwork Puzzle              |
| 54   | Fog on Boulder Hill           |
| 55   | Plunder of Glowworm Grotto    |
| 56   | Stone Trees                   |
| 57   | Incident in Istanbul          |
| 58   | The Creeping Desert           |
| 59   | The Scarlet Empress           |
| 60   | Venice Menace                 |
| 61   | Treasure of the Nazca Plain   |
| 62   | Disappearing Act              |
| 63   | Gate of Darkness              |
| 64   | The Manakara Giant            |
| 65   | Raiders of the Orient Express |
| 66   | Demolition Duel to the Death  |
| 67   | Where Eagles Dare             |
| 68   | Homeward Bound                |
| 69   | The Battle of the Giants      |
| 70   | Race Against Time             |
| 71   | Challenge of the Masters      |
| 72   | For One Shining Moment        |
| 73   | High Noon                     |
| 74   | The Battle For Baja           |
| 75   | Cliff Hanger                  |

## 評価
本作はIGNが2009年に掲載した名作アニメベスト100の99位にランクインし、玩具を原作としたアニメ作品の中では成功した部類であるとしている。